# Lustrup
Lustrup is een plaats in de Deense regio Zuid-Denemarken, gemeente Esbjerg, en telt 224 inwoners (2007).